# Igreja Siríaca Ortodoxa no Brasil

Brasão do Patriarcado Sírio Ortodoxo de Antioquia e Todo o Oriente

A Igreja Siríaca Ortodoxa de Antioquia no Brasil ou Igreja Sirian Ortodoxa de Antioquia no Brasil é uma parte da Igreja Ortodoxa Síria. Esta Igreja oriental autodenomina-se como ortodoxa miafisista, ou pré-calcedoniana, que é caracterizada pela herança cultural e étnica dos arameus.
No Brasil, a Igreja Ortodoxa Siríaca está dividida em duas realidades, ou seja, uma é denominada de “tradicional” ou "Igrejas de Colônia" e a outra, que é uma Igreja proeminentemente “missionária”, de “Igrejas de Missão".
O termo "Igrejas de Colônia" é popularmente usado para referir-se às comunidade tradicionais, que se originaram na década de 50 a 80, depois da imigração de povos siríacos por conta da guerra Otomana, que formam a Arquidiocese Siríaca Ortodoxa de Antioquia do Brasil, com sede em São Paulo.
O termo "Igrejas em Missão" é popularmente usado para referir-se às comunidades surgidas no início da década de 80, lideradas por Mor Moussa Matanos Salama, cujos ideais de evangelização adquiriu quando viveu na Índia, atuando como missionário, que formam a Arquidiocese Siríaca Ortodoxa de Brasília e Todo Brasil, com sede no Distrito Federal.

## História
No Brasil foi iniciada com a chegada de imigrantes sírios, em 1904, e em 1949 foi fundada a Sociedade Beneficente Sírio-Ortodoxa de São Paulo.
Em 1959 a Igreja recebeu o Raban Moussa Matanos Salama, que mais tarde foi sagrado bispo. Mas na década de 1980, a Igreja adotou (por iniciativa particular do então Mor Crisóstomos Moussa Matanos Salama) uma postura missionária/nacionalizante, que gerou a formação da Igreja Católica Ortodoxa Siriana do Brasil, uma vertente missionária da Igreja Ortodoxa Síria voltada para brasileiros sem ascendência síria (ou oriental como um todo), porém em plena comunhão com o Patriarcado Siríaco Ortodoxo de Antioquia.

## Estrutura e Organização

### Arquidiocese Siríaca Ortodoxa de Brasília e Todo Brasil
Desde sua formação, por ter absolvido missionários oriundos de outras confissões cristãs e não possuir um centro de formação aos moldes orientais, incorporou posturas e práticas de devoção popular comuns fundidas do Catolicismo Romano popular (novenas, promessas etc) até ao neopentecostalismo (exorcismos, visões, revelações particulares, profecias etc.).  Atualmente, encontra-se organizada sob a Nunciatura Apostólica no Brasil, que têm por objetivo representar o Patriarcado Sírio Ortodoxo de Antioquia junto às autoridades brasileiras competentes, bem como auxiliar todas as "Igrejas de Missão" sírio-ortodoxas no Brasil em seus trabalhos missionários de evangelização. Possui a Catedral de Nossa Senhora da Anunciação, em Taguatinga, no Distrito Federal, e a Catedral de São Miguel, em Aparecida de Goiânia, em Goiás, além do Mosteiro de São Basílio e Santo Efrém, em Samambaia, também no Distrito Federal. Ainda que, dada sua origem missionária, algumas comunidades e paróquias mantenham práticas sincrético-religiosas, desde 2009 e, especialmente com a chegada do Arcebispo e Núncio Apostólico Mor Tito Paulo George Hanna (Tito Paulo Tuza) tanto o clero quanto as novas vocações têm passado por um processo de restauração das tradições siríaco-ortodoxas, enviando seminaristas para estudarem na Síria, nos centros de formação tradicionais do Patriarcado e formando monges para darem formação no Mosteiro do Brasil. Atualmente, muitas comunidades missionárias, especialmente as formadas nos últimos 15 anos, já não se caracterizam pelo uso de práticas sincrético-religiosas, ao mesmo tempo que as que ainda continuam estão em processo contínuo de adaptação e correção.

#### Arcebispo

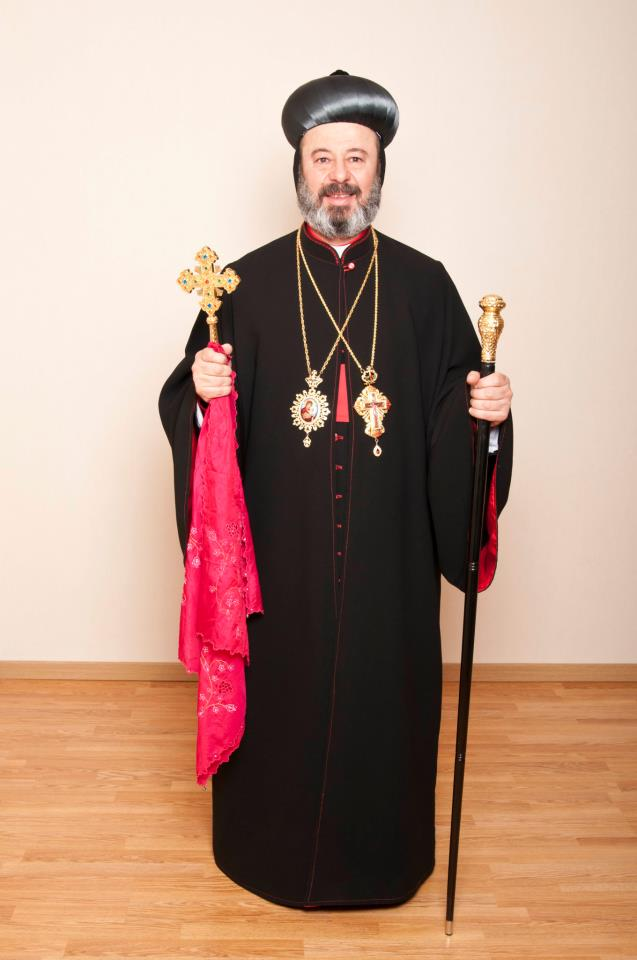
Mor Tito Paulo Tuza

O atual Delegado Patriarcal da Igreja Siríaca Ortodoxa de Antioquia no Brasil (para as missões) é Mor Tito Paulo Tuza, que é também arcebispo metropolitano da Arquieparquia Siríaca Ortodoxa de Brasília e Todo Brasil, cargo que assumiu após a morte de Mor Leolino Gomes Neto. Mor Tito é também Núncio Apostólico e Arcebispo Presidente da Igreja no Brasil, cargo que assumiu após Mor José Faustino Filho completar 75 anos e se tornar arcebispo emérito. Assim, Mor Tito é também bispo das eparquias de Goiás, Tocantins e Pará, e sua cátedra fica na Catedral de São Miguel, em Aparecida de Goiânia. Todas as comunidades missionárias do Brasil estão diretamente ligadas à Nunciatura.
O documento que oficializa essa nomeação é a Bula Patriarcal número 300 - E, pode ser conferida no CONIC (Conselho Nacional de Igrejas Cristãs do Brasil) do qual, a Igreja Siríaca Ortodoxa no Brasil era membro.

### Arquidiocese Siríaca Ortodoxa de Antioquia do Brasil
Estabelecida em 2018, distinta da diocese missionária, para as comunidades tradicionais formadas a partir da imigração de famílias de países do Oriente Médio, como Síria, Turquia, Palestina, Líbano, Iraque, dentre outros, presentes nos Estados de São Paulo, Mato Grosso do Sul e Minas Gerais, com uma comunidade em formação no Paraná. A sede provisória da arquidiocese está lotada na Igreja de Santa Maria, em São Paulo.

#### Arcebispo
O atual arcebispo e vigário patriarcal é Mor Severios Malki Mourad. Mor Severios veio ao Brasil em 1993, na qualidade de Representante Patriarcal para o Brasil, com sede na Igreja de Santa Maria em São Paulo entre 1993 a 1996 quando foi ordenado arcebispo para a Arquidiocese da Terra Santa e Jordânia, onde serviu por 22 anos contínuos.
Com o objetivo de organizar em definitivo a arquidiocese das igrejas tradicionais siríacas ortodoxas no Brasil, o Patriarca Mor Inácio Efrém II incumbiu-o de formar a nova arquidiocese chegando ao Brasil em 15 de dezembro de 2018 quando foi imediatamente entronizado no dia 16 do mesmo mês.